# Clibanornis dendrocolaptoides
Clibanornis dendrocolaptoides là một loài chim trong họ Furnariidae.